# Autenticação sem senha
Autenticação sem senha (passwordless) remove completamente a senha do processo de autenticação. Uma pessoa nunca cria uma senha ao configurar uma conta ou digita uma senha para acessar essa conta.
A autenticação genuína sem senha não reproduz senhas de nenhuma forma. Quando você acessa um site e é desafiado a fazer o login, não há opção de inserir uma senha. Ao se livrar das senhas, os riscos de segurança associados a elas são eliminados, o que explica por que empresas estão adotando soluções passwordless cada vez mais.
A autenticação sem senha depende de um par de chaves criptográficas - uma chave privada e uma chave pública. A chave pública é fornecida durante o registro para o serviço de autenticação (servidor remoto, aplicativo ou site), enquanto a chave privada é mantida no dispositivo de um usuário e só pode ser acessada quando uma assinatura biométrica, token de hardware ou outro fator sem senha é introduzido. 
Na maioria das implementações comuns, os usuários são solicitados a inserir seu identificador público (nome de usuário, número de telefone celular, endereço de e-mail ou qualquer outro ID registrado) e, em seguida, concluir o processo de autenticação fornecendo uma prova segura de identidade na forma de um fator de autenticação aceito. Esses fatores classicamente se enquadram em duas categorias:
- Fatores de propriedade (“algo que o usuário possui”), como um telefone celular, token OTP, cartão inteligente ou token de hardware.
- Fatores de inerência (“algo que o usuário é”) como impressões digitais, varreduras de retina, reconhecimento facial ou de voz e outros identificadores biométricos.

Há a possibilidade de uma combinação de outros fatores, como geolocalização, endereço de rede, padrões de comportamento e gestos, desde que nenhuma senha memorizada esteja envolvida.

A autenticação sem senha é às vezes confundida com autenticação multifator (MFA), uma vez que ambos usam uma ampla variedade de fatores de autenticação, mas enquanto a MFA é usada como uma camada adicional de segurança em cima da autenticação baseada em senha, a autenticação sem senha não requer um segredo memorizado e geralmente usa apenas um fator altamente seguro para autenticar a identidade, tornando-o mais rápido e simples para os usuários.